# Kidang
Kidang is een bestuurslaag in het regentschap Centraal-Lombok van de provincie West-Nusa Tenggara, Indonesië. Kidang telt 5882 inwoners (volkstelling 2010).